# Trapa
A Trapa a mirtuszvirágúak (Myrtales) rendjébe és a füzényfélék (Lythraceae) családjába tartozó nemzetség.

## Előfordulásuk
A Trapa nevű növénynemzetség különböző fajainak az előfordulási területe a kontinentális Európa legnagyobb része - korábban a sulyom által Svédországban is jelen volt, de onnan kihalt -, továbbá majdnem az egész Ázsia (a magas hegyvidékes és sivatagos területeket kivételével) és Afrika alsóbb kétharmad része. Ez a nemzetség egyaránt megtalálható az Arktisz szigetein, de Srí Lankán és Japánban is. Az Újvilágban, csak az Amerikai Egyesült Államokbeli Vermontban honosodott meg.

## Rendszerezés
A nemzetségbe az alábbi 8 faj tartozik:
- Trapa assamica Wójcicki
- Trapa hankensis Pshenn.
- Trapa hyrcana Woronow
- Trapa incisa Siebold & Zucc.
- Trapa kashmirensis Wójcicki
- Trapa kozhevnikoviorum Pshenn.
- sulyom (Trapa natans) L.
- Trapa nedoluzhkoi Pshenn.